# 9090 Тіротенмондай
9090 Тіротенмондай (9090 Chirotenmondai) — астероїд головного поясу, відкритий 28 жовтня 1995 року.
Тіссеранів параметр щодо Юпітера — 3,299.